# Нестерово (Сокольский район)
Нестерово — деревня в Сокольском районе Вологодской области. Административный центр Нестеровского сельского поселения и Нестеровского сельсовета.
Расстояние до районного центра Сокола по автодороге — 31 км. Ближайшие населённые пункты — Конаниха, Левково, Деревенька, Дмитриково, Чепурово.
По переписи 2002 года население — 236 человек (112 мужчин, 124 женщины). Преобладающая национальность — русские (98 %).